# ما فيي (مسلسل)
ما فيي هي دراما رومانسية لبنانية، عُرضت على قناة إم تي في اللبنانية ابتداءً من 9 يناير 2019.

## قصة المسلسل
فارس بعد اختفائه لسنوات يعود إلى ضيعته منذ وفاة والديه. ليقع في حُب ياسما لكن تحدث تحولات في علاقتهما عندما يكتشف من هو المتسبب الحقيقي في وفاة والديه.
- أُنتج حتى الآن جزءان وتم التأكيد على إنتاج جزء ثالث بعد النجاح الذي حققه.[2]

## بطولة
- معتصم النهار
- فاليري أبو شقرا
- أحمد الزين
- نادين الخوري
- بيار داغر
- روزينا لاذقاني
- زينة مكي
- سينتيا صموئيل
- كارمن لبس
- إلسا زغيب
- جو طراد
- نادين الخوري
- ناتاشا شوفاني
- كارلا بطرس
- جان دكاش
- جورج دياب
- محمد قنوع
- رواد عليو
- ليليان نمري
- وسام بريدي
- ميشيل وهبة
- فرح بيطار